# Bapaxilá
Bapaxilá är en ort i Mexiko.   Den ligger i kommunen Chilón och delstaten Chiapas, i den sydöstra delen av landet, 800 km öster om huvudstaden Mexico City. Bapaxilá ligger 794 meter över havet och antalet invånare är 135.
Terrängen runt Bapaxilá är lite bergig, och sluttar norrut. Runt Bapaxilá är det ganska glesbefolkat, med 43 invånare per kvadratkilometer. Närmaste större samhälle är Jol Hic'Batil, 2,5 km öster om Bapaxilá. I omgivningarna runt Bapaxilá växer i huvudsak städsegrön lövskog.